# Bannu

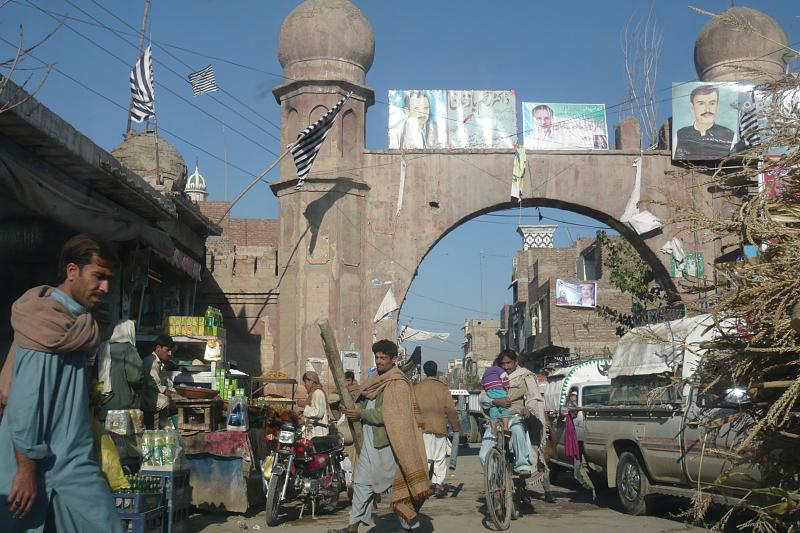
Straßenszene in Bannu im Januar 2008

Bannu ist eine Stadt im Distrikt Bannu in der Provinz Khyber Pakhtunkhwa im Nordwesten von Pakistan. Die etwas über 40 Kilometer Luftlinie von der afghanischen Grenze entfernt gelegene Stadt hat Bedeutung als Verwaltungssitz und Armeestützpunkt.
Bannu liegt an der direkten Straßenverbindung zwischen Quetta und Peschawar. Die Entfernung auf dieser kurvigen Bergstraße nach Zhob (Fort Sandeman), der nächsten Stadt im Süden, beträgt etwa 330 Kilometer und nach Kohat im Norden 125 Kilometer. Eine weitere, 143 Kilometer lange Straße zweigt von Bannu in südöstlicher Richtung nach Dera Ismail Khan ins Industal ab.
Das Bergland um die Stadt Bannu gehört zu den unsicheren Stammesgebieten, in dem sich lokale Stammesgruppen, Taliban, al-Qaida und die Armee bekämpfen. Im Jahr 2007 tötete ein mit einer Burka bekleideter Selbstmordattentäter 15 Menschen. Am 28. Januar 2008 verschanzten sich Extremisten nach Gefechten mit der Polizei in einer Schule und nahmen bis zu 250 Kinder als Geiseln. Am 28. August 2008 starben bei einem Anschlag auf einen Gefangenentransport mindestens neun Menschen.
Am 15. April 2012 stürmten mindestens 150 mit Schnellfeuergewehren und Panzerfäusten ausgerüstete Taliban-Kämpfer das Gefängnis von Bannu und befreiten etwa 384 Gefangene, darunter einige als sehr gefährlich geltende Aufständische. Die zahlenmäßig überlegenen Angreifer hatten sich zurückgezogen, bevor von der Armee Verstärkung eintraf.

## Wirtschaft
Die Wirtschaft in Bannu wird hauptsächlich durch Ackerbau bestimmt. Der Lebensstandard ist sehr niedrig. So wird beispielsweise die Elektrizitätsversorgung im Sommer, bei Temperaturen bis zu 45 Grad Celsius, auf ca. vier Stunden täglich begrenzt.

## Persönlichkeiten
- Khushdil Shah (* 1995), Cricketspieler